# Barrage de Koçali
 (janvier 2014).
Le barrage de Koçali est un barrage prévu dans le projet d'Anatolie du Sud-est du gouvernement de Turquie.

## Sources
- (en) Identification report
- (en) List of dams and hydroelectric power plants which Su-Yapi has participated since 1975